# Oblężenie Krui (1467)
Oblężenie Krui – trzecie oblężenie albańskiego miasta Kruja, które miało miejsce w 1467 roku.

## Przebieg
Latem 1467 roku, dwa miesiące po albańskim zwycięstwie podczas poprzedniego oblężenia Krui, osmański sułtan Mehmed II Zdobywca zdecydował się ponownie zaatakować albańskie wojska, więc w tym celu wysłał wezyra Mahmuda Angelovicia (Veliego Mahmuda Paszę); albański dowódca Skanderbeg postanowił się z nim skonfrontować w dolinie rzeki Shkumbin, żeby dać czas ludności cywilnej na opuszczenie miasta. W trakcie bitwy Skanderbeg wraz ze swoim wojskiem się z niej wycofał, po czym bezskutecznie był ścigany przez armię wezyra.
Kruja była oblegana przez kilka dni, jednak sułtan zrozumiał, że szturm na miasto będzie niemożliwy, więc postanowił się wycofać.